# Scutellinia marginata
Scutellinia marginata är en svampart som beskrevs av Gamundí 1975. Scutellinia marginata ingår i släktet Scutellinia och familjen Pyronemataceae.   Inga underarter finns listade i Catalogue of Life.